# Drymonia uninerva
Drymonia uninerva är en tvåhjärtbladig växtart som beskrevs av Wiehler. Drymonia uninerva ingår i släktet Drymonia och familjen Gesneriaceae. Inga underarter finns listade i Catalogue of Life.